# リュート奏者 (ジェンティレスキ)
『リュート奏者』（リュートそうしゃ、伊: Suonatrice di liuto、英: The Lute Player）は、17世紀イタリア・バロック期の画家オラツィオ・ジェンティレスキが1612–1620年ごろ、キャンバス上に油彩で制作した絵画である。リュートを奏でる金色の衣服を纏った若い女性を表している。作品はリヒテンシュタイン家に代々所有されていたが、1962年にアリシア・メロン・ブルース基金 (Alicia Mellon Bruce Fund) により購入されて以来、ワシントン・ナショナル・ギャラリーに所蔵されている。

## 背景
ジェンティレスキは、1600年代初期にローマに滞在していた折、バロック絵画の巨匠カラヴァッジョと接触した。そして、実在の人物や事物を写生し、劇的な明暗法を用いるカラヴァッジョの様式を採用した。彼は、カラヴァッジョの追随者カラヴァッジェスキの1人と見なされているが、柔らかで抑制された色調を用い、自分自身の様式を発展させた。

## 作品
『リュート奏者』は、金色の衣服を纏った若い女性が鑑賞者に背を向け、19本からなる弦楽器に注意を集中させながら音調に耳を傾けている姿を表している。彼女の前のテーブルの上には一揃いのリコーダーやヴァイオリン、唱歌集が描かれていることから、コンサートを前にリュートを調律しているのかもしれない。しかし、彼女の座っている位置からは、楽器の頂上部にある黒い調律用の留め棒に手が届かない。
ジェンティレスキの細部へのこだわりにより、すべての事物の表面は、鑑賞者の目に喜びをもたらすほどに精確に描写されている。布地の描写は見事である。布地の驚くべき描写をした17世紀オランダ絵画黄金時代の画家たちはジェンティレスキの作品を研究して、彼らの技術を向上させたのである。本作において、ジェンティレスキの布地の触感を伝える才能は、衣服の輝く金色、腰掛の上の紅色のベルベットの鈍い光沢、テーブルを覆う暗緑色の布の光沢のない柔らかみに遺憾なく発揮されている。

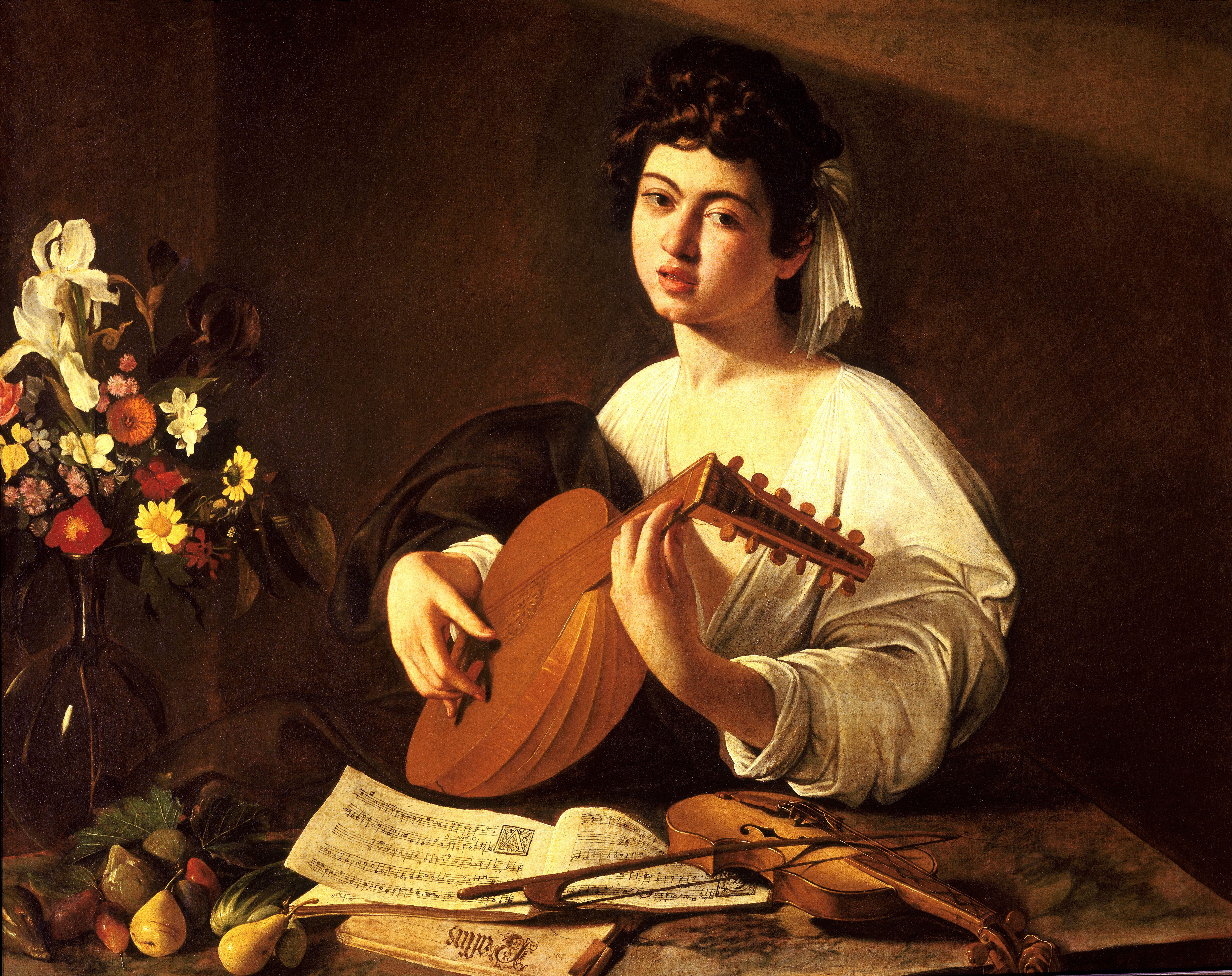
カラヴァッジョ『リュート奏者』 (1595-1596年)、エルミタージュ美術館、サンクトペテルブルク

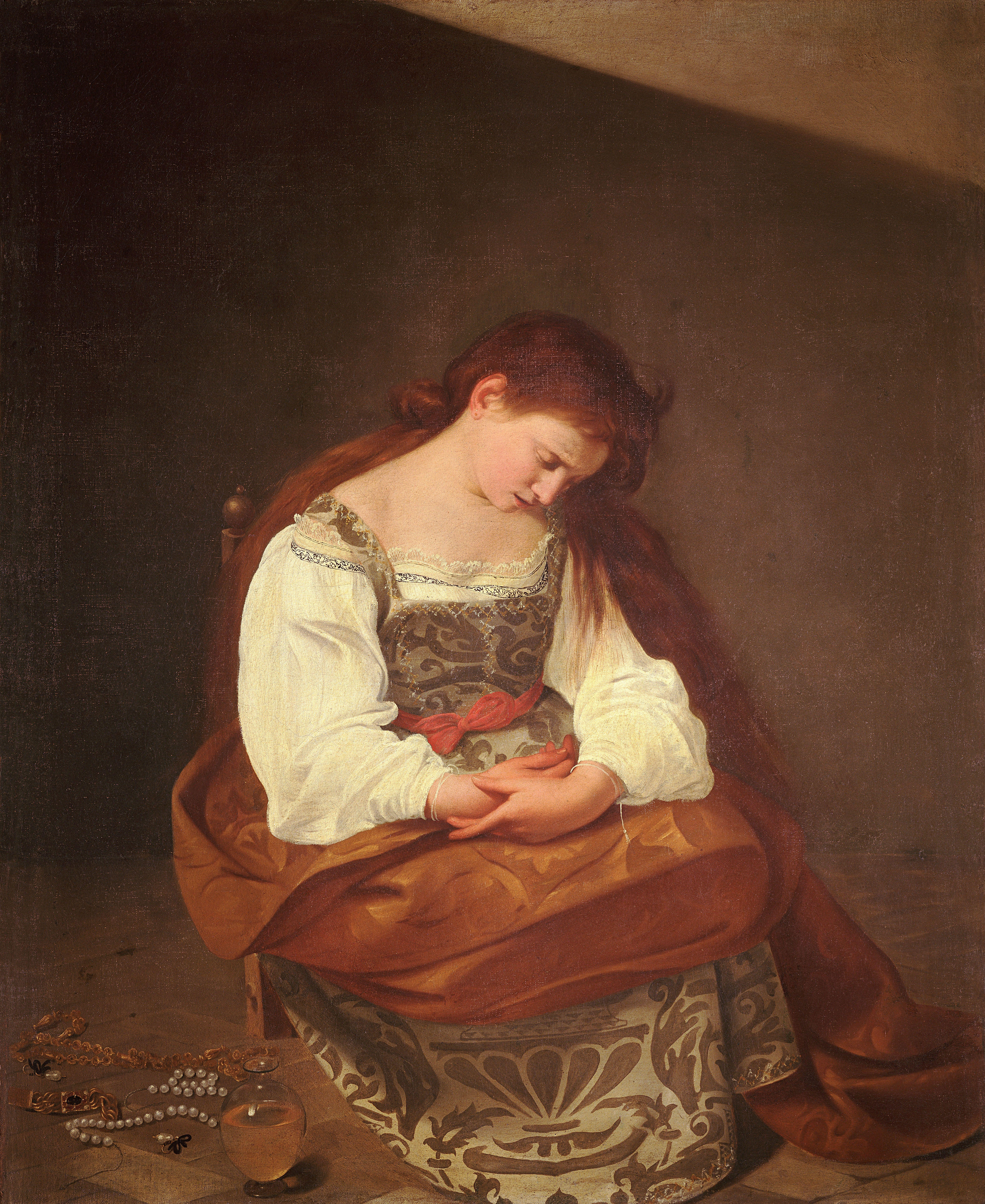
カラヴァッジョ『悔悛するマグダラのマリア』 (1594-1596年ごろ)、ドーリア・パンフィーリ美術館、ローマ

本作は風俗画とも肖像画とも見なされるが、当時の多くの絵画はなんらかの寓意的メッセージを含んでいるので、この絵画も聴覚の寓意、あるいはギリシャ神話の調和の女神ハルモニアーを表している可能性がある。本作はまた、視覚的幻視を採りあげている。鑑賞者は絵画をどの立ち位置から見ても、テーブル上のヴァイオリンの首の部分が自身の方を向いているように見えることに気づくことになる。
本作はカラヴァッジョの初期の風俗画、とりわけ1595-1596年に制作された『リュート奏者』 (エルミタージュ美術館、サンクトペテルブルク) の影響を受けている。一方、ジェンティレスキの絵画はジュゼッペ・クレスピが1700–1705年ごろに描いた『リュートを弾く女性』に影響を与えている。しかし、研究者のクリスティアンセンとマン (Christiansen & Mann) によれば、ジェンティレスキは、『リュート奏者』に代表されるカラヴァッジョ的な様式から、カラヴァッジョが1594-1596年ごろに描いた『悔悛するマグダラのマリア』など初期のジョルジョーネ的な絵画に立ち戻ったとのことである。